# 1904 în film
- 1903 în cinematografie — 1904 în cinematografie — 1905 în cinematografie

## Premiere
- A Blessing from Above
- A Brush Between Cowboys and Indians
- A Bucket of Cream Ale
- Bag Inspection
- Beauty Bathing
- Behing the Scene
- Capsized Boat
- Chased by Dogs
- Clowns
- The Ex-Convict
- The Great Train Robbery, de Siegmund Lubin (refacere a filmului clasic din 1903)
- The Impossible Voyage
- Westinghouse Works